# Jennifer Edwards
Jennifer Edwards (Los Angeles, 25 marzo 1957) è un'attrice statunitense.

## Biografia
È figlia del regista, sceneggiatore e produttore Blake Edwards e di Patricia Walker. 
Nel 1968, quando aveva cinque anni, è protagonista del film televisivo L'indimenticabile Heidi.
Ha continuato a lavorare anche da giovane e da adulta, sia per il cinema, dove spesso è stata diretta dal padre, che per la televisione.
Ha due figlie, nate nel 1976 e nel 1993.

## Filmografia parziale

### Cinema
- Jerryssimo! (Hook, Line & Sinker), regia di George Marshall (1969)
- Il caso Carey (The Carey Treatment), regia di Blake Edwards (1972)
- S.O.B., regia di Blake Edwards (1981)
- I miei problemi con le donne (The Man Who Loved Women), regia di Blake Edwards (1981)
- Un bel pasticcio! (A Fine Mess), regia di Blake Edwards (1986)
- Così è la vita (That's Life!), regia di Blake Edwards (1986)
- Intrigo a Hollywood (Sunset), regia di Blake Edwards (1988)
- Accademia... di guerra (All's Fair), regia di Rocky Lang (1989)
- Il figlio della Pantera Rosa (Son of the Pink Panther), regia di Blake Edwards (1993)
- Vampire Clan, regia di John Webb (2002)

### Televisione
- L'indimenticabile Heidi (Heidi) - film TV (1968)
- Idolo da copertina (Making of a Male Model) - film TV (1983)
- Peter Gunn - film TV (1989)
- Star Trek: The Next Generation - un episodio (1992)
- Julie - 2 episodi (1992)
- Hard Time - Omicidi in serie (Hard Time: The Premonition) - film TV (1999)
- Spyder Games - 12 episodi (2001)